# Marion, das gehört sich nicht
Marion, das gehört sich nicht é um filme de drama produzido na República de Weimar, dirigido por E. W. Emo e estrelado por Magda Schneider, Hermann Thimig e Otto Wallburg.